# Gareth Peirce
Jean Gareth Peirce (* 1940) ist eine britische Rechtsanwältin, die insbesondere durch ihr Engagement gegen Menschenrechtsverletzungen weltweite Bekanntheit erlangte. Peirce war unter anderem Rechtsbeistand der Guildford Four, der Maguire Seven und der Birmingham Six in deren Berufungsverfahren sowie von Moazzam Begg, einem Häftling im US-Gefangenenlager Guantanamo Bay.

## Leben und Karriere
Peirce, deren Geburtsdatum und Geburtsname aufgrund ihrer Zurückhaltung gegenüber den Medien nicht bekannt sind, besuchte zunächst das Cheltenham Ladies’ College und die Universität von Oxford. Nach dem Abschluss des Studiums arbeitete sie als Journalistin in den USA, wo sie die Kampagne von Martin Luther King begleitete. Später kehrte sie nach London zurück, wo sie ein rechtswissenschaftliches Studium an der London School of Economics aufnahm und erfolgreich abschloss. Anschließend arbeitete sie in der Kanzlei des Menschenrechtsanwalts Benedict Birnberg.
Mitte der 70er Jahre unterstützte Peirce verschiedene Kampagnen, die eine Reform von Rechts- und Polizeivorschriften forderten, welche es erlaubten, Beschuldigte allein aufgrund von Zeugenidentifizierungen strafrechtlich zu verfolgen und zu verurteilen. Mediale Aufmerksamkeit erregte vor allem die George Davis Is Innocent Campaign sowie die von Peirce unterstützte Organisation Justice Against the Identification Laws (J.A.I.L.). Während ihrer Arbeit als Anwältin vertrat Peirce unter anderem Judith Ward, die 1974 fälschlicherweise wegen einer vermeintlichen Verbindung zu IRA-Bombenanschlägen angeklagt wurde, die Guildford Four und die Maguire Seven, die wegen der Bombenanschläge von Guildford langjährig unschuldig inhaftiert waren sowie den unschuldig in Guantanamo inhaftierten Briten Moazzam Begg.
Derzeit ist Peirce Senior Partner in der Kanzlei Birnberg Peirce und Partners.

## Ehrungen und Veröffentlichungen
Gareth Peirce wurde 1999 zum CBE ernannt, bat jedoch kurz darauf darum, den Orden wieder ablegen zu dürfen. 

Ihr Engagement im Falle der Guildford Four wurde auch in der Verfilmung des Falls mit dem Titel Im Namen des Vaters zentral thematisiert. Die Filmrolle der Gareth Peirce übernahm Emma Thompson.

Pierce veröffentlichte im Jahre 2010 eine Essaysammlung unter dem Titel Dispatches from the Dark Side: On Torture and the Death of Justice. In Verbindung mit dieser Veröffentlichung kritisierte sie aktuell den Umgang mit muslimischen Gefangenen.

„We have lost our way in this country. We have entered a new dark age of injustice and it is frightening that we are overwhelmed by it. I know I am representing innocent people; innocent people who know that a jury they face will inevitably be predisposed to find them guilty.“
dt.:„Wir haben unseren Weg in diesem Land verloren. Wir haben ein neues dunkles Zeitalter der Ungerechtigkeit betreten und es ist beängstigend, dass wir davon überwältigt werden. Ich weiß, dass ich unschuldige Menschen vertrete, unschuldige Menschen die wissen, dass sie einer Jury gegenüberstehen werden, die sie für schuldig befinden wird.“

## Veröffentlichungen
- Dispatches from the Dark Side: On Torture and the Death of Justice, Verso Books ISBN 978-1-84467-619-4.
- Rede von Gareth Peirce bezüglich Samar und Jawad
- „This covert experiment in injustice“, The Guardian (February 4, 2004)
- „War es so für die Iren? Gareth Peirce zur Position der Muslime in Großbritannien“, London Review of Books (April 10, 2008)
- „The Framing of al-Megrahi“, London Review of Books (September 24, 2009)